# Bundesliga 5 Kegel
Die Bundesliga 5 Kegel ist in Deutschland die höchste Spielklasse im 5-Kegel-Billard.
Dabei ermitteln neun Mannschaften in der zwölf Spieltage umfassenden Saison, in der jede Mannschaft einmal gegen jede andere spielt, den Deutschen Mannschaftsmeister im 5-Kegel-Billard und die Absteiger in die Oberligen der Landesverbände.
Ein Spiel besteht aus neun Partien, dabei spielen die drei Spieler einer Mannschaft jeweils gegen jeden Spieler der gegnerischen Mannschaft eine Partie auf drei Gewinnsätze, die jeweils bis 50 Punkte gehen.